# HMS Ramsey (M110)
HMS Ramsey є кораблем класу Сендаун британського королівського флоту. Як і інші судна класу «Сендаун», «Ramsey» був побудований з пластику, армованого склом та інших немагнітних матеріалів, щоб його корпус не запускав морські міни так легко як стандартні військові кораблі.

## Історія
Разом зі своїм родичем, кораблем Blyth, вони були розгорнуті на Близькому Сході для операції Ейнтрі в 2007 і 2008 роках, щоб перевірити можливості цього корабля в умовах жаркого клімату і підтримувати боєготовність в регіоні.
«Бліт» і «Ремсі» були виведені з експлуатації на спільній церемонії в Розайті 4 серпня 2021 року.